# Przylądek Elżbiety
Przylądek Elżbiety – najdalej wysunięty na północ punkt na wyspie Sachalin.
Przylądek nazwał Adam Johann von Krusenstern 9 sierpnia 1805 roku na cześć Elżbiety Aleksiejewnej, cesarzowej, żony Aleksandra I Romanowa.
W 1931 roku na przylądku powstała latarnia morska.
Zasolenie Morza Ochockiego w pobliżu przylądka sięga 16,4 ‰.
Średnia roczna temperatura to ok. -1,1°C.